# Pilwa (Bartoszyce)
Pilwa (deutsch Pillwen) ist ein Ort in der polnischen Woiwodschaft Ermland-Masuren. Er gehört zur Gmina Bartoszyce (Landgemeinde Bartenstein) im Powiat Bartoszycki (Kreis Bartenstein (Ostpr.)).

## Geographische Lage
Pilwa liegt in der nördlichen Mitte der Woiwodschaft Ermland-Masuren, 14 Kilometer südöstlich der früheren und heute auf russischem Hoheitsgebiet gelegenen Kreisstadt Preußisch Eylau (russisch Bagrationowsk) bzw. sieben Kilometer nordwestlich der heutigen Kreismetropole Bartoszyce (deutsch Bartenstein).

## Geschichte
Das damalige Gut Pilwo entstand vor 1400 und wurde nach 1414 Pilwen und nach 1785 Pillwen genannt. Der Gutsbezirk Pillwen war 1874 eines der ersten Orte, die in den neu errichteten Amtsbezirk Borken (polnisch Borki) im ostpreußischen Kreis Preußisch Eylau eingegliedert wurden. 1910 zählte Pillwen 103 Einwohner.
Am 30. September 1928 wurden die Gutsbezirke Borken (polnisch Borki), Pillwen und Schonklitten (Wysieka) in die Landgemeinde Borken einbezogen. Die Landgemeinde Borken wurde am 1. Januar 1937 in den Amtsbezirk Albrechtsdorf (polnisch Wojciechy) umgegliedert.
In Kriegsfolge fiel 1945 das gesamte südliche Ostpreußen an Polen. Pillwen erhielt die polnische Namensform „Pilwa“ und ist heute eine Osada (= „Siedlung“)  innerhalb der Landgemeinde Bartoszyce (Bartenstein) im Powiat Bartoszycki, von 1975 bis 1998 der Woiwodschaft Olsztyn, seither der Woiwodschaft Ermland-Masuren zugehörig. Im Jahre 2021 zählte Pilwa 63 Einwohner.

## Religion

### Christentum
Bis 1945 war Pillwen in die evangelische Kirche Borken (Ostpreußen) in der Kirchenprovinz Ostpreußen der Kirche der Altpreußischen Union, außerdem in die römisch-katholische Kirche Bartenstein im damaligen Bistum Ermland eingepfarrt.
Heute gehört Pilwa katholischerseits zur Kirche in Tolko (Tolks) im jetzigen Erzbistum Ermland, evangelischerseits zur Kirchengemeinde Bartoszyce, einer Filialgemeinde der St.-Johannes-Kirche in Kętrzyn (Rastenburg) in der Diözese Masuren der Evangelisch-Augsburgischen Kirche in Polen.

## Verkehr
Pilwa liegt nördlich der verkehrsreichen Woiwodschaftsstraße 512 und ist über den Abzweig Tolko (Tolks) zu erreichen. Außerdem ist Pilwa über Nebenstraßen mit den Nachbarorten vernetzt. Eine Bahnanbindung besteht nicht.

## Persönlichkeiten

### Mit dem Ort verbunden
- Martin von Janson (1887–1945), deutscher Diplomat und Gutsbesitzer, Mitglied der NSDAP, verstarb am 29. Januar 1945 in Pillwen